# Städtisches Dampfbad Innsbruck

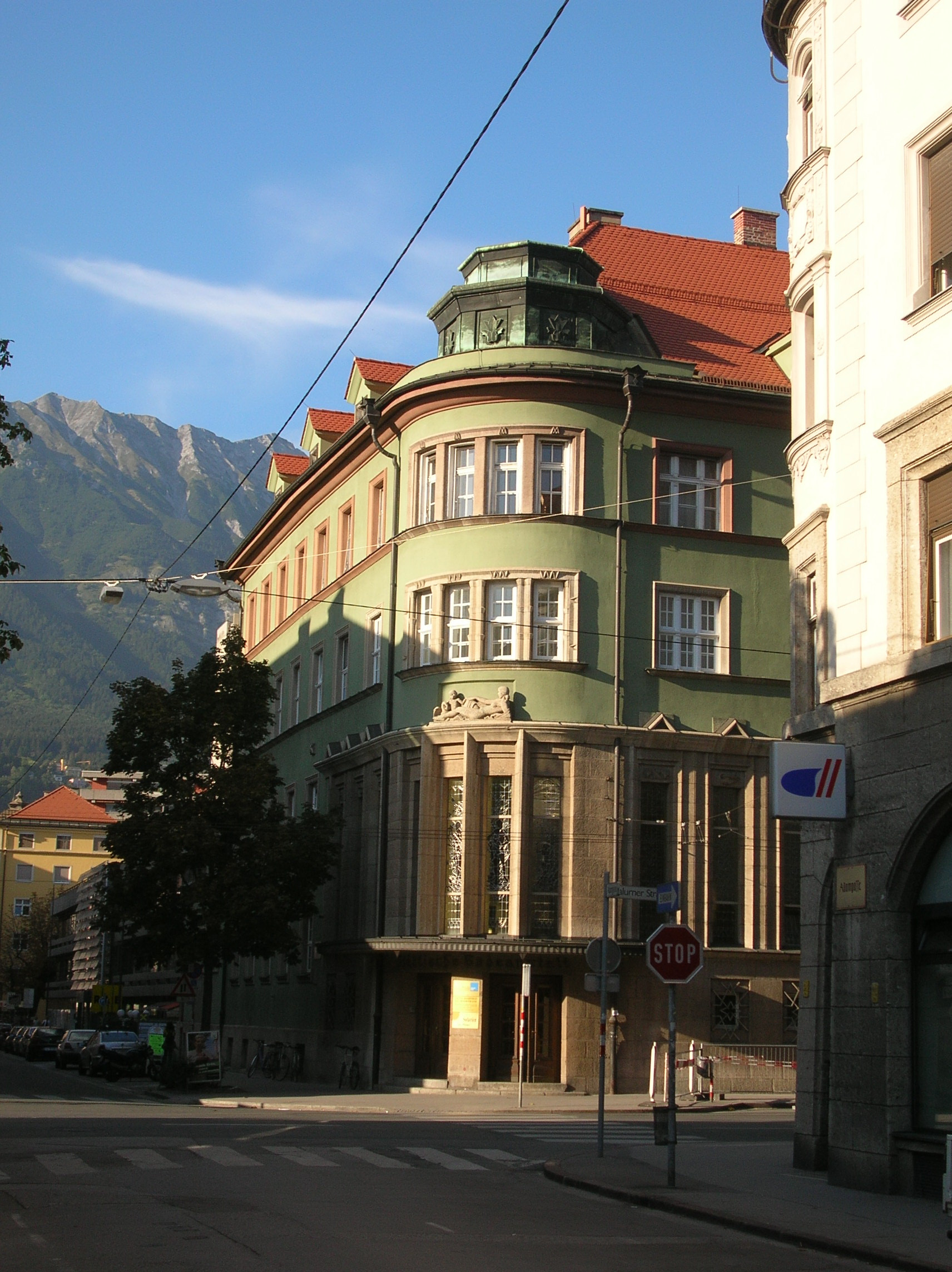
Städtisches Dampfbad Salurnerstraße in Innsbruck (2005)

Das städtische Dampfbad ist ein denkmalgeschütztes (Listeneintrag) Gebäude in der Salurner Straße in Innsbruck.
Das Gebäude wurde in den Jahren 1926/27 unter dem städtischen Baudirektor Friedrich Konzert erbaut. Das Dampfbad in der Salurner Straße liegt in einem markanten Eckgebäude, das stilistisch zwischen Neuer Sachlichkeit und Jugendstil einzuordnen ist. Auf den ersten Blick fallen die formschönen und prächtigen Details in der Ausstattung ins Auge. Während des Zweiten Weltkrieges wurden die prunkvoll bemalten Glasfenster im Bereich des Eingangs zerstört, das Gebäude selbst nicht weiter beschädigt.
1987 begann eine grundlegende Sanierung und Renovierung des städtischen Dampfbades. Im Herbst 1990 erfolgte die Wiedereröffnung. Hervorzuheben ist das mit rotem Marmor verkleidete Foyer und der Bassinraum mit seinen bunten Glasfenstern und Mosaiken.
Das Bad ist mit zwei finnischen Saunen, einer Eukalyptus-Sauna, einer Dampfsauna, einem Kaltwasserbecken, einem Warmwasserbecken, einer Kneippanlage, zwei Infrarotkammern und einem Solarium ausgestattet. Außerdem gibt es einen abgetrennten Ruheraum sowie mehrere Aufenthaltsräumen, u. a. mit einer Tee-Bar.